# J.R. Reid
Pour les articles homonymes, voir Reid.
Herman « J. R. » Reid, Jr. dit J.R. Reid, né le 31 mars 1968 à Virginia Beach (États-Unis), est un joueur de basket-ball professionnel américain. Il mesure 2,06 m.

## Biographie
En 1986, il est déclaré no 1 des lycéens. Il passe après 3 ans à l'université de Caroline du Nord en NCAA (lors de sa deuxième saison il signe sa meilleure moyenne de points avec 18 points par match). Il participe aux Jeux olympiques de Séoul en 1988 avec la dernière équipe américaine composée uniquement de joueurs universitaires, où il décroche une médaille de bronze. Drafté au premier tour et en 5e position par les Hornets de Charlotte où il reste 3 ans et demi (sa meilleure moyenne de points en NBA est réalisée lors de sa deuxième saison avec 11,3 points par match). Il signe ensuite en cours de saison 1992-1993 aux Spurs de San Antonio, où sa moyenne de points baisse légèrement. En plein milieu de la saison 1995-1996, il rejoint les Knicks de New York. Il traverse l'Atlantique lors de la saison suivante (1996-1997) pour s'engager avec le Paris Saint Germain et gagne avec ce club le titre de Champion de France Pro A. Il retourne en NBA la saison suivante aux Hornets de Charlotte, puis joue ensuite aux Lakers de Los Angeles, aux Bucks de Milwaukee et pour finir aux Cavaliers de Cleveland. Il retourne en France en 2001 à Strasbourg pour y finir sa carrière lors de cette ultime saison.
JR Reid a disputé 672 matchs en NBA.

## Palmarès
- Médaillé de bronze aux Jeux olympiques de Séoul, en 1988
- Champion de France Pro A en 1997

## Sources
- Maxi-Basket